# Hulakivka, Hrebinka
Hulakivka (în ucraineană Гулаківка) este un sat în comuna Slobodo-Petrivka din raionul Hrebinka, regiunea Poltava, Ucraina.

## Demografie
Componența lingvistică a localității Hulakivka
     Ucraineană (92,45%)
     Rusă (7,55%)
Conform recensământului din 2001, majoritatea populației localității Hulakivka era vorbitoare de ucraineană (92,45%), existând în minoritate și vorbitori de rusă (7,55%).